# Astrid Ylva Dornbrach
Astrid Ylva Dornbrach (* 1965 in Pirmasens) ist eine deutsche Autorin und Journalistin.

## Leben
Dornbrach wurde in Pirmasens  im Pfälzerwald geboren und ist dort aufgewachsen. Nach einer Schauspiel- und Sprecherinnenausbildung bei Ruth von Zerboni in München kehrte sie zeitweise in die Pfalz zurück und arbeitet seitdem als freie Journalistin für die Rheinpfalz. Sie schrieb außerdem für den Münchner Merkur, in Berlin für Zitty und war für den Radiosender RPR tätig.
Dornbrach veröffentlichte Lyrik und Kurzgeschichten. 2021 stand sie auf der Shortlist des Lore-Perls-Literaturpreis, Pforzheim, mit der Geschichte Luzie und die Tiger. 2024 erschien ein Kriminalroman.
Sie ist Mitglied im Literarischen Verein der Pfalz.
Dornbrach lebt als freie Autorin mit ihrer Tochter in Berlin.

## Werke
- Nebel über dem Pfälzerwald, Kriminalroman. Emons Verlag 2024, ISBN 978-3-98707-202-4.
- Venus hinterm Horizont. Mit Illustrationen von Stephan Müller. Periplaneta 2010, ISBN 978-3-940767-54-7.